# Statue d'Amy Winehouse
La statue d'Amy Winehouse est une statue de bronze représentant la chanteuse britannique Amy Winehouse et située dans le Camden Market, à Camden Town dans le nord de Londres.
Inaugurée en présence des parents d'Amy Winehouse le 14 septembre 2014, soit trois années après la mort de la chanteuse et pour ce qui aurait été son 31e anniversaire, la sculpture est l'oeuvre de l'artiste Scott Eaton. Elle devait être à l'origine placée à la salle de concert Roundhouse près de Chalk Farm. La chanteuse y est montrée en robe et talons, une main sur la hanche et avec sa coiffure signature.
Amy Winehouse était très liée à Camden dont elle était une représentation vivante de la culture. Elle résidait d'ailleurs à Camden Square (en).
Lundi 19 février 2024, la statue de la chanteuse britannique Amy Winehouse a été vandalisée.

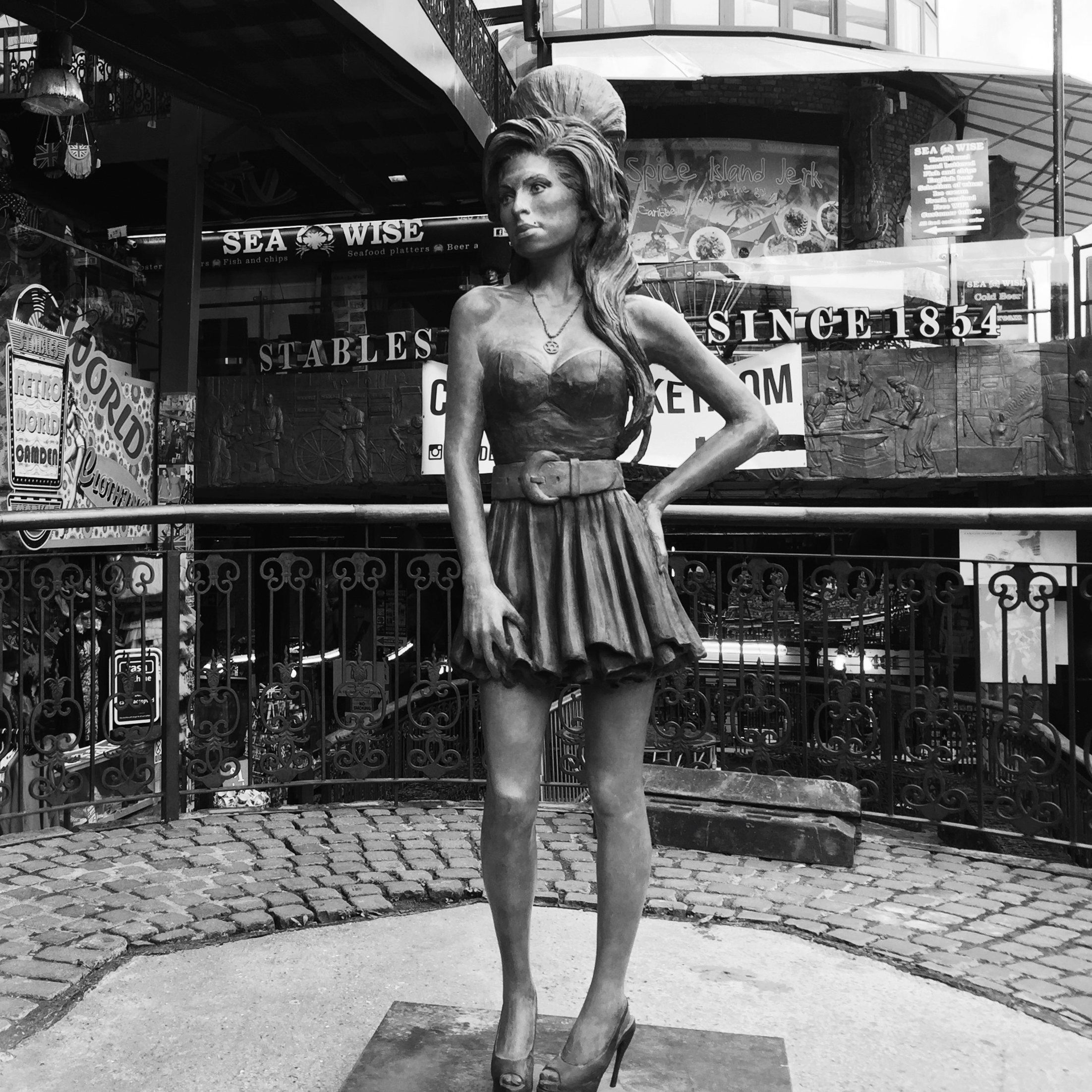
La statue d'Amy Winehouse.